# Leif Thelandersson
Leif Johny Berne Thelandersson, född 4 december 1936 i Västra Skrävlinge i Malmöhus län, död 18 november 2007, var en svensk finansman och byggherre, verksam i Skåne. 

## Biografi
Thelandersson var ende son till muraren Johan Thelandersson och dennes hustru Tyra i Malmö. Efter studentexamen i Malmö och reservofficersutbildning vid kustartilleriet(kaptensgrad) läste han juridik i Lund. Han var starkt engagerad i studentvärlden, ett engagemang som höll livet ut. Han är ansvarig för och bekostade att alla i gips avgjutna näsor från mer eller mindre prominenta lundaprofiler nu kan skådas i all sin prakt på caféet Athen i AF-borgen. Det är också hans förtjänst att Axel Ebbes "Mannen som bryter sig ut ur klippan" i Lundagården fått sin nasala kontrapunkt i "Mannen som bryter sig in i klippan", placerad i anslutningen till Nasoteket som är en hyllning till hans nära vän Hugo Hagander.
Efter att Thelandersson tagit sin jur.kand. blev han bankjurist i Skånska Handelsbanken. Men ganska snart startade han sin egen firma och börsen lockade. Hans mentor var Holger Crafoord som stöttade honom i början av hans karriär. Han bildade tillsammans med Erik Penser och Tomas Fischer Spirella Masterhand. Han träffade dem på Carnige, som då ägdes av Carl-Gustav Langensköld. Det var en gammal korsettfirma som de tre gjorde om till ett framgångsrikt investmentbolag. Erik Penser och Thelandersson gjorde flera lyckade affärer ihop. Bland annat ägde de ett köpcentrum i Dortmund, Tyskland  i slutet av 1990-talet. I Thelanderssons stora affärskrets kan nämnas finansmännen Fredrik Roos, Rune Andersson, Bertil Hult, Lars Adielsson, Johan-Jacob Engellau samt Percy Nilsson som även var nära vän. Han satt i mer än ett 40-tal styrelser under 1970- och 1980-talet, bl.a. Cloetta, Bröderna Edstrand, Pirelli samt Trelleborg AB. Han ägde även en fastighet tillsammans med komikern Stellan Sundahl som han träffade via Nasoteket. 
Thelandersson har gjort stora avtryck i Lund och Malmö såsom nydanande och företagsam byggherre. Bland hans mest kända fastigheter är Hotell Mäster Johan (för vilket han fick stadsbyggnadspriset 1991), restaurang Brogatan i Malmö, Petri Pumpa i Lund (som drevs av Tomas Drejing och innehade en stjärna i Guide Michelin), Down town-komplexet (stadsbyggnadspris 1989), kontorhus S Långatan 25 i kvarteret Elefanten i Malmö och Skanörs Gästgivargård. Han såg även till att köpa och renovera Pellegrins magarinfabrik och gjorde om den till ett levande kvarter, med bostäder och kontor som integrerades i Göteborg. Thelandersson blev den första i fastighetskraschen 1990 som gick i personlig konkurs; därpå föll Erik Penser och Carl-Eric Björkegren med flera. 
Den 18 november 2007 avled Thelandersson i en akut hjärnblödning.